# Fernand Diederich
Fernand Diederich (* 2. Januar 1946 in Ettelbrück) ist ein luxemburgischer Politiker.
Bis 2004 war er Lehrer an der Lycée technique Ettelbrück. Diederich ist Mitglied der Luxemburger Sozialistischen Arbeiterpartei. Von 2004 bis 2013 war er Abgeordneter des luxemburgischen Parlaments. Außerdem war er von 1994 bis 2011 Bürgermeister der Gemeinde Colmar-Berg.